# Scleri

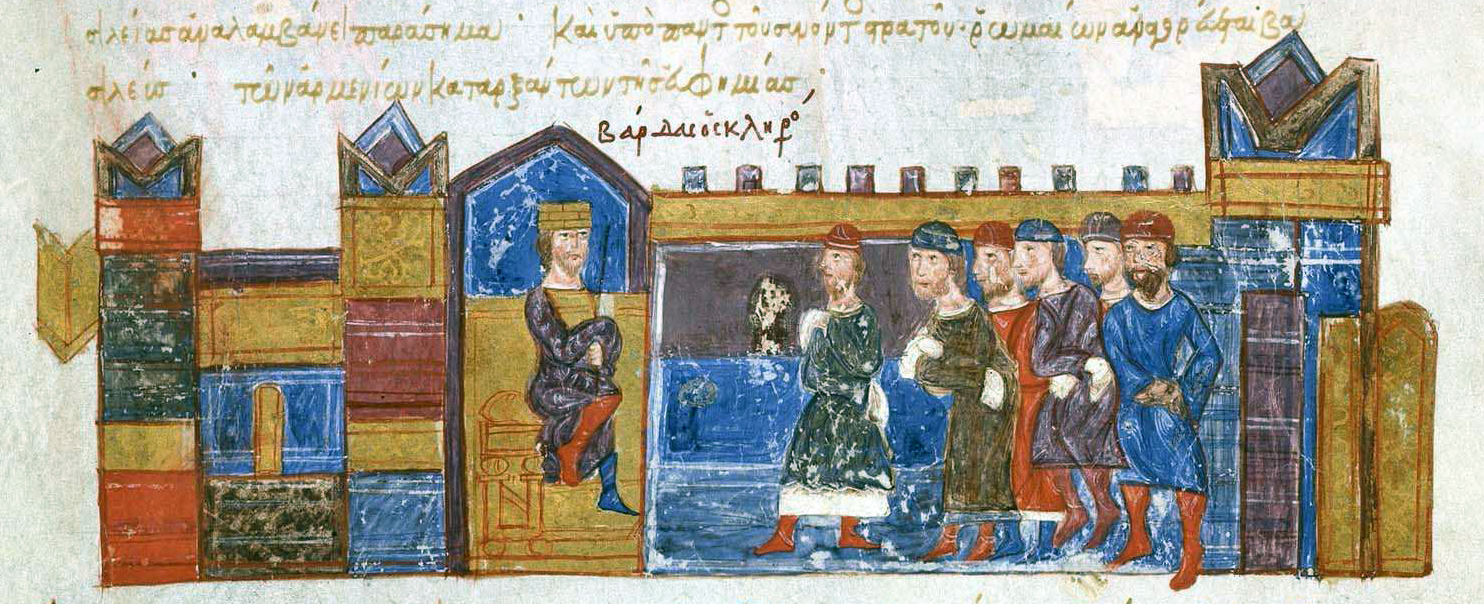
Barda Sclero si proclama imperatore, in una miniatura di Giovanni Scilitze

Gli Scleri (sing. Sclero; in greco: sing. Σκληρός, pl. Σκληροί; fem. Scleraina o Scleraena; in greco: Σκλήραινα) furono una famiglia nobile bizantina, attivi principalmente tra il IX e l'XI secolo prima come membri dell'aristocrazia militare e poi come funzionari civili di corte.

## Storia

### Origine e primi membri

L'Asia Minore bizantina e la frontiera arabo-bizantina alla metà del IX secolo

La famiglia era originaria dell'Armenia Minore o del thema di Sebasteia, nell'Anatolia nordorientale. A causa del loro luogo di provenienza, sono stati tradizionalmente considerati di origine armena, sebbene nessuna fonte lo affermi mai esplicitamente. Si è ipotizzata anche un'origine mista greco-armena della famiglia; il cognome greco Skleros (letteralemente "duro" o "severo") infatti sembra indicare che il fondatore della famiglia fosse in parte greco o per lo meno ellenizzato, mentre i personaggi bizantini di origine schiettamente armena erano soliti portare cognomi riconoscibilmente armeni cui veniva semplicemente aggiunto un suffisso greco.
Gli Scleri sono stati collegati in particolare con la regione di Melitene, dove un membro della famiglia era attivo attorno all'840 e dove le ribellioni di Barda Sclero ebbero il loro epicentro. In seguito, sembra abbiano spostato il loro centro di potere nell'Anatolikon, dove è documentato possedessero vaste tenute nell'XI secolo.
Sebbene la famiglia appartenesse all'aristocrazia militare anatolica, nel IX secolo i suoi membri furono principalmente attivi nei Balcani: il primo Sclero noto era uno strategos del Peloponneso nell'805, mentre nell'811 lo stesso ruolo fu ricoperto da Leone Sclero, probabilmente figlio o nipote del precedente. È documentato che negli anni 840 un altro membro senza nome della famiglia fosse al servizio degli Arabi e che combatté contro Umar al-Aqta, emiro di Malatya, denotando una possibile caduta in disgrazia del casato sotto la dinastia amoriana. La famiglia sembra aver riguadagnato una posizione di rilievo sotto Basilio I il Macedone, dato che un Teodoro Sclero è documentato come magistros e anthypatos negli anni 869-870. I suoi figli Antonio e Niceta divennero patrikioi e ricoprirono importanti cariche: Antonio servì come strategos dell'Hellas, mentre Niceta guidò un'ambasciata presso i Magiari nell'894 e fu probabilmente anche ammiraglio della flotta imperiale (drungarios tou ploimou).
Gli Scleri tornarono nell'anonimato durante il regno di Leone VI il Saggio, che favorì invece le famiglie dei Ducas e dei Focadi. In contrasto, gli Scleri sembrano aver supportato l'usurpazione di Romano Lecapeno: sotto il nuovo imperatore, il generale Panterio, che viene prevalentemente identificato con l'omonimo membro degli Scleri, divenne strategos del Lykandos, poi del Thrakesion e infine domestikos ton scholon per un breve periodo tra il 944 e il 945, per poi venire rimpiazzato da Barda Foca il Vecchio dopo la rimozione dei Lecapeni dal potere imperiale.

### Barda Sclero e apogeo del casato
Il più noto esponente della famiglia, Barda Sclero, appare per la prima volta nel 956 come patrikios e strategos del piccolo thema di frontiera di Kaloudia. I suoi fratelli si sposarono con due nipoti del generale e futuro imperatore Niceforo II Foca, entrambi membri delle più importanti famiglie dell'aristocrazia militare: Costantino Sclero sposò Sofia Focaina, mentre Maria Scleraina sposò Giovanni Zimisce. Quest'ultima unione fu particolarmente importante per le sorti della famiglia: sebbene infatti Maria fosse già morta al momento dell'ascesa al trono di Zimisce nel 969, gli Scleri si videro comunque promuovere dal neoimperatore a cariche amministrative di massimo rilievo. Barda fu nominato domestikos ton scholon d'Oriente e in tale vece stroncò la rivolta di Barda Foca il Giovane nel 969 e sconfisse l'esercito di Svjatoslav I di Kiev ad Arcadiopoli nel 970. Nonostante un breve periodo di disgrazia tra il 972 e il 974 dovuto a una possibile congiura contro l'imperatore, gli Scleri rimasero tra le famiglie più importanti per tutta la durata del regno di Giovanni I. Nel 972, Zimisce diede addirittura in sposa la figlia di Costantino Sclero, Teofano, all'imperatore del Sacro Romano Impero Ottone II.
La morte di Zimisce nel 976 comportò un ennesimo cambiamento allo status della famiglia: il potente parakoimomenos Basilio Lecapeno, che aveva assunto il ruolo di tutore del giovane imperatore Basilio II, vedeva in Barda Sclero una possibile minaccia al nuovo regime e per questo lo degradò a dux della Mesopotamia. In risposta, Barda diede inizio a una ribellione nella primavera del 976 ma venne sconfitto nel 979 dall'esercito imperiale guidato da un graziato Barda Foca il Giovane e costretto a cercare rifugio presso gli Abbasidi insieme al fratello Costantino e al figlio Romano. Nel 897, gli Scleri rientrarono nell'Impero e tentarono un nuovo assalto al trono. Questa volta Barda Sclero si alleò con Barda Foca contro Basilio II, ma dopo qualche mese si riconciliò con l'imperatore, ottenendo il titolo di kouropalates e la possibilità di ritirarsi col fratello a Didymoteicho. La sorte di suo figlio Romano è poco chiaro: sicuramente rimase attivo nell'esercito, e secondo W. Seibt servì come doux di Antiochia, sebbene all'epoca quella posizione fosse già occupata da Michele Burtze. Secondo J.-C. Cheynet, Romano potrebbe essere stato un delegato di Burtze o anche stratopedarches o domestikos ton scholon.

### Ruoli di corte e declino nell'XI secolo
A differenza dei loro precedenti rivali, i Focadi, gli Scleri riuscirono a sopravvivere e a conservare incarichi di rilievo sotto Basilio II e i suoi successori. Basilio Sclero, un figlio di Romano, è attestato come patrikios sotto Costantino VIII, dal quale fu poi esiliato e parzialmente accecato. Fu in seguito riabilitato sotto Romano III Argiro, del quale sposò la sorella Pulcheria. Divenne magistros e strategos dell'Anatolikon, prima di essere nuovamente esiliato nel 1032 o 1033.

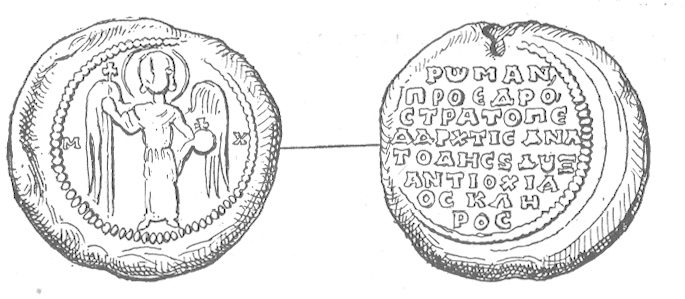
Sigillo di Romano Sclero, con i titoli di proedros, stratopedarches d'Oriente e dux d'Antiochia

Basilio Sclero e Pulcheria Argira ebbero una figlia, Elena, che divenne la seconda moglie di Costantino Monomaco, futuro imperatore col nome di Costantino IX. Sotto il regno di Monomaco, altri due Scleri, Romano e Maria, probabilmente figli di un fratello di Basilio, acquisirono un ruolo di primo piano. Maria divenne l'influente amante dell'imperatore Costantino IX. Romano invece ebbe una prominente carriera militare: fu prima strategos del Thrakesion e poi proedros e doux d'Antiochia; contrastò la ribellione di Giorgio Maniace (in parte scoppiata proprio a causa della sua rivalità con lo Sclero) per poi divenire nel 1057 uno dei maggiori sostenitori della riuscita rivolta di Isacco I Comneno; probabilmente fu inoltre promosso a domestikos ton scholon da Isacco stesso o dal suo successore Costantino X Ducas.
Da lì in avanti, il prestigio della famiglia iniziò a scemare e sul finire dell'XI secolo gli Scleri passarono a ricoprire cariche civile piuttosto che militari. I più importanti esponenti di questo periodo furono: il protonobelissimos e logothetes tou dromou Andronico Sclero; il protoproedros e kouropalates Nicola Sclero, che fu anche megadrungario della guardia (megas drungarios tes vigles); il protoproedros e kouropalates Michele Sclero, exisōtēs e giudice civile di Makedonia e Thrake; il magistros Leone Sclero, governatore civile di Anatolikon e Opsikion e chartoularios tou vestiariou.

### Scleri dal XII al XIV secolo
Gli Scleri non si imparentarono con la nuova dinastia dei Comneni (1081–1185) e dal momento della loro ascesa persero potere. Dal XII secolo, membri della famiglia appaiono solo raramente nelle fonti: un certo Set Sclero fu accecato nel 1166 o 1167 per aver praticato stregoneria; un Romano Sclero, che visse a cavallo tra XII e XIII secolo, fu grande possidente terriero. Gli ultimi Scleri noti furono un innominato che portava il titolo di sebastos e possedeva terre vicino Serres nel 1336 e un Demetrio Sclero che occupò la cattedra metropolitana di Zichnoi (vicino Serres) nel 1362.

## Membri principali
- Barda Sclero
- Basilio Sclero
- Elena Scleraina
- Maria Scleraina
- Panterio Sclero
- Romano Sclero
- Teofano Scleraina